# Christoph Gottfried von Murach
Christoph Gottfried von Murach (* 1656; † 10. Juni 1702) war Pfleger im Kurfürstentum Bayern auf Obermurach.

## Leben
Christoph Gottfried Ernst von Murach trat sein Amt als Hauptpfleger am 22. Mai 1690 an. Nach seinem Tod übernahm sein Bruder Freiherr Ludwig Adam von Murach das Pflegamt auf Obermurach. Christoph war Besitzer der Hofmark Niedermurach, die er nach dem Tod seines Vaters 1683 übernahm.

## Familie
Freiherr Christoph Gottfried Ernst von Murach stammte aus dem Familiengeschlecht der von Murach, das von Ministerialen auf der Burg Obermurach abstammte. Er wurde in der Kirche in Niedermurach begraben. Eine Gedenktafel in der Kirche erinnert dort bis heute an ihn. Sein Vater war Freiherr Wolf Albrecht von Murach, seine Mutter Elisabeth Barbara stammte aus dem Familiengeschlecht der von Raitenbach. Christoph war zweimal verheiratet.
Seine erste Frau war Freiin Maria Barbara Benedicta von Muggenthal, fünfte Tochter des Freiherrn Franz Albert von Muggenthal und der Maria Barbara von Weichs. Franz Christoph Anton von Murach war einziger Sohn aus dieser Verbindung und Vater des Kommandanten von Ehrenbreitenstein Franz Anton Christoph von Murach.
In zweiter Ehe heiratete er Maria Cordula Anna von Leoprechting, Tochter von Hans Lorenz von Leoprechting zu Oberellenbach und Sara Genoveva von Satzenhofen. Aus dieser Verbindung gingen folgende drei Söhne und vier Töchter hervor:
- Felix Matthias Anton von Murach (* 1693; † 6. Juni 1751)
- Maria Eva Sophia von Murach (* 1695; † 12. Oktober 1765) war Stiftsdame am kaiserlich freien Reichsstift Obermünster (Regensburg), heiratete 1740 Graf Carl Siegmund von Aufseß.
- Joseph Matthias von Murach (* 1700; † 29. Juli 1767, Niedermurach)
- Maria Anna Theresia von Murach, geboren am Pfingstabend 1701 in Obermurach
- Carl Albrecht von Murach
- Alberta von Murach
- Catharina Magdalena von Murach, geboren in Obermurach